# Volvo Cars
Volvo Cars (швед. Volvo Personvagnar AB) — шведська автомобілебудівна компанія, виробник легкових автомобілів марки Volvo. Штаб-квартира розташована в місті Гетеборг, Швеція. Кількість зайнятих — 20 000.

## Історія
Компанія заснована у 1926 Асаром Габріельсоном (швед. Assar Gabrielsson) та Густафом Ларсоном (швед. Gustaf Larson). Компанія була ядром концерну «Volvo» (сьогодні — Volvo Group), що окрім легкових автомобілів виробляє також автобуси, вантажні машини, тягачі, трактори, будівельні машині, корабельні та човнові мотори, авіаційні та космічні пристрої.
З 1999 компанія 'Volvo Personvagnar' була продана Форду, і разом з такими марками як англійські Jaguar та Land Rover належала до преміум-групи корпорації Форд.
28 березня 2010 Ford Motor Company продав Volvo Cars Corporation китайському виробнику автомобілів Zhejiang Geely Holding Group Co. Ltd і заявив, що попри втрату прав власності, все ж буде продовжувати співпрацю із Volvo у «певних галузях». Після підписання акту купівлі голова Geely заявив, що в питаннях конструювання і виробництва Volvo буде лишатися незалежною.
Під час власності Geely компанія Volvo переорієнтувала свою лінійку продуктів. Виробник розробив нову лінійку 3- та 4-циліндрових дизельних і бензинових двигунів, відмовившись від більших двигунів. Він також розробив нову платформу для транспортних засобів, Scalable Product Architecture (SPA), і повторно представив розширену серію моделей серії 90, включаючи седан S90 і універсал Volvo V90 на додаток до оновленого позашляховика XC90.
У червні 2023 року українське Національне агентство з питань запобігання корупції внесло Geely у перелік міжнародних спонсорів війни через її відмову покинути російський ринок. У зв'язку з цим влада Швеції почали обговорювати можливість бойкоту Volvo Cars. Обговорення ініціювало Міністерство оборони Швеції. 
У листопаді 2023 року компанія Volvo Cars оголосила про запуск бізнесу енергетичних рішень, починаючи з пілотної програми від автомобіля до мережі (V2G) у Гетеборзі разом із місцевою енергокомпанією Goteborg Energi.
У 2024 році Volvo Cars відмовилася від своєї мети стати повністю електричною до 2030 року, скоригувавши свою стратегію через виклики галузі.
У листопаді 2024 року Volvo Cars оголосила про продаж своєї 30% частки в Lynk & Co компанії Zeekr за ціною 5,4 мільярда юанів.

### Актуальні моделі
Сьогодні компанія використовує систему літер, що позначають тип кузова, за якими йде номер моделі. «S» означає «седан», «C» означає «купе» або «кабріолет» (включно з тридверним хетчбеком, також відомим як «шутинг-брейк»), а «V» означає «універсальний» (5-дверний хетчбек і універсал ). V50 — це універсал (також під буквою V), який менший за V70. «XC» означає «крос-кантрі», спочатку доданий до більш міцної моделі V70 як V70XC, і вказує на повний привід у поєднанні з підвищеною підвіскою, щоб надати йому вигляд позашляховика. Пізніше Volvo змінила назву на "XC70" відповідно до назви свого автомобіля, що відповідає назві XC90.
Спочатку Volvo планувала іншу схему найменування. S і C повинні були бути однаковими, але буква F, що означає «гнучкість», мала використовуватися на універсалах. Коли Volvo представила перше покоління S40 і V40 у 1995 році, вони були анонсовані як S4 і F4. Однак Audi поскаржилася, що має невід'ємні права на назву S4, оскільки вона називає свої спортивні транспортні засоби літерою S, а спортивна версія Audi A4 , яку ще не представили, матиме назву S4. Volvo погодилася додати другу цифру, тож транспортними засобами стали S40 та F40. Однак це призвело до ще однієї скарги від Ferrari, яка використовувала назву Ferrari F40 на своєму легендарному спортивному автомобілі. Це призвело до того, що Volvo змінила букву «F» на «V» для універсальності. 
- Середні автомобілі (платформа SEA)
  - Volvo EX30 2023–дотепер
- Середні автомобілі (платформа CMA)
  - Volvo XC40 2017–дотепер
  - Volvo C40 2021–дотепер
- Великі автомобілі (платформа SPA)
  - Volvo XC90 II 2014–дотепер
  - Volvo S90 II 2016–дотепер
  - Volvo V90 II 2016–дотепер
  - Volvo V90 Cross Country 2016–дотепер
  - Volvo XC60 II 2017–дотепер
  - Volvo S60 III 2018–дотепер
  - Volvo V60 II 2018–дотепер
- Великі електромобілі (платформа SPA2)
  - Volvo EX90 2022–дотепер
  - Volvo ES90 2025–дотепер
- Великий електричний MPV (платформа SEA)

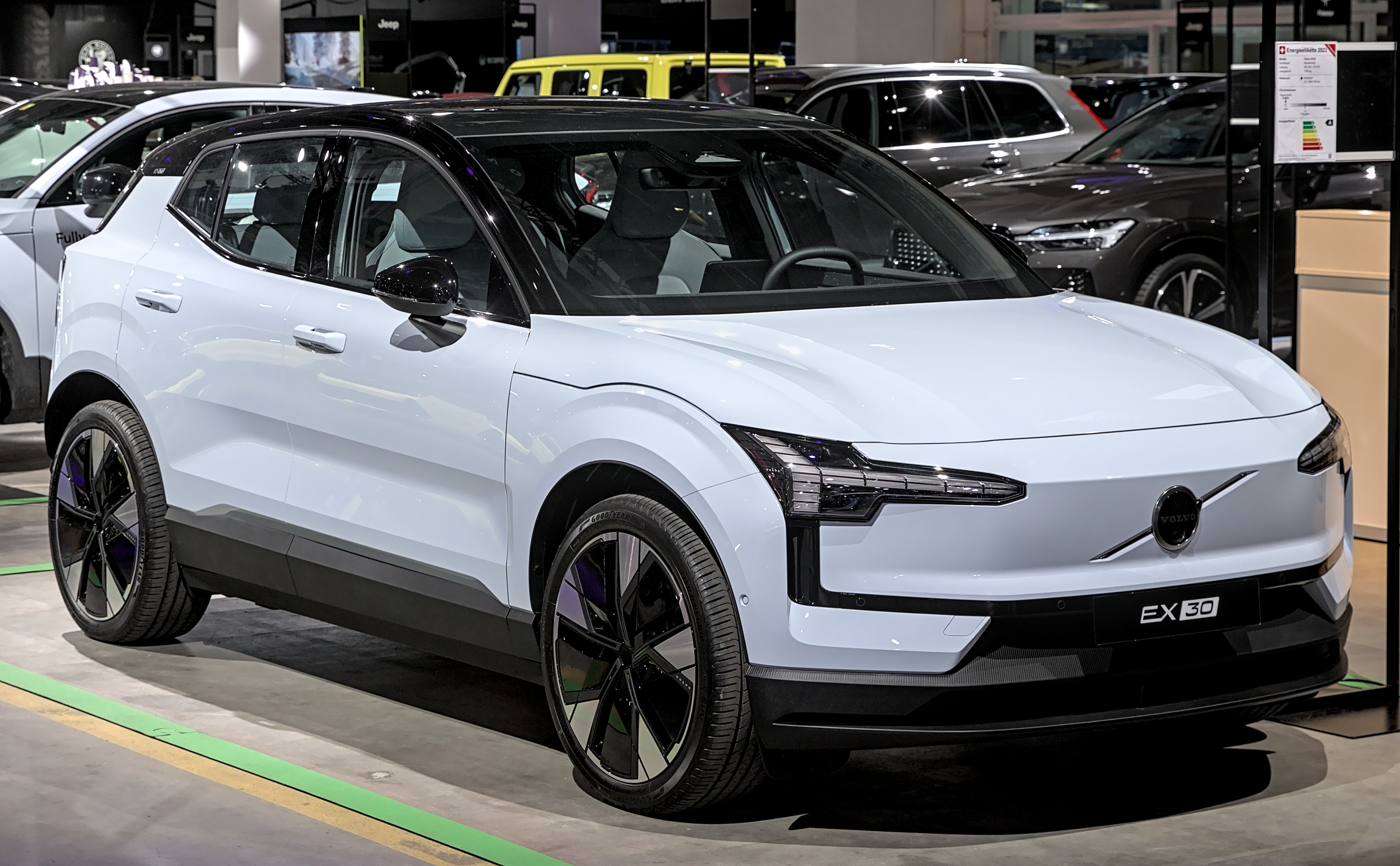
EX30
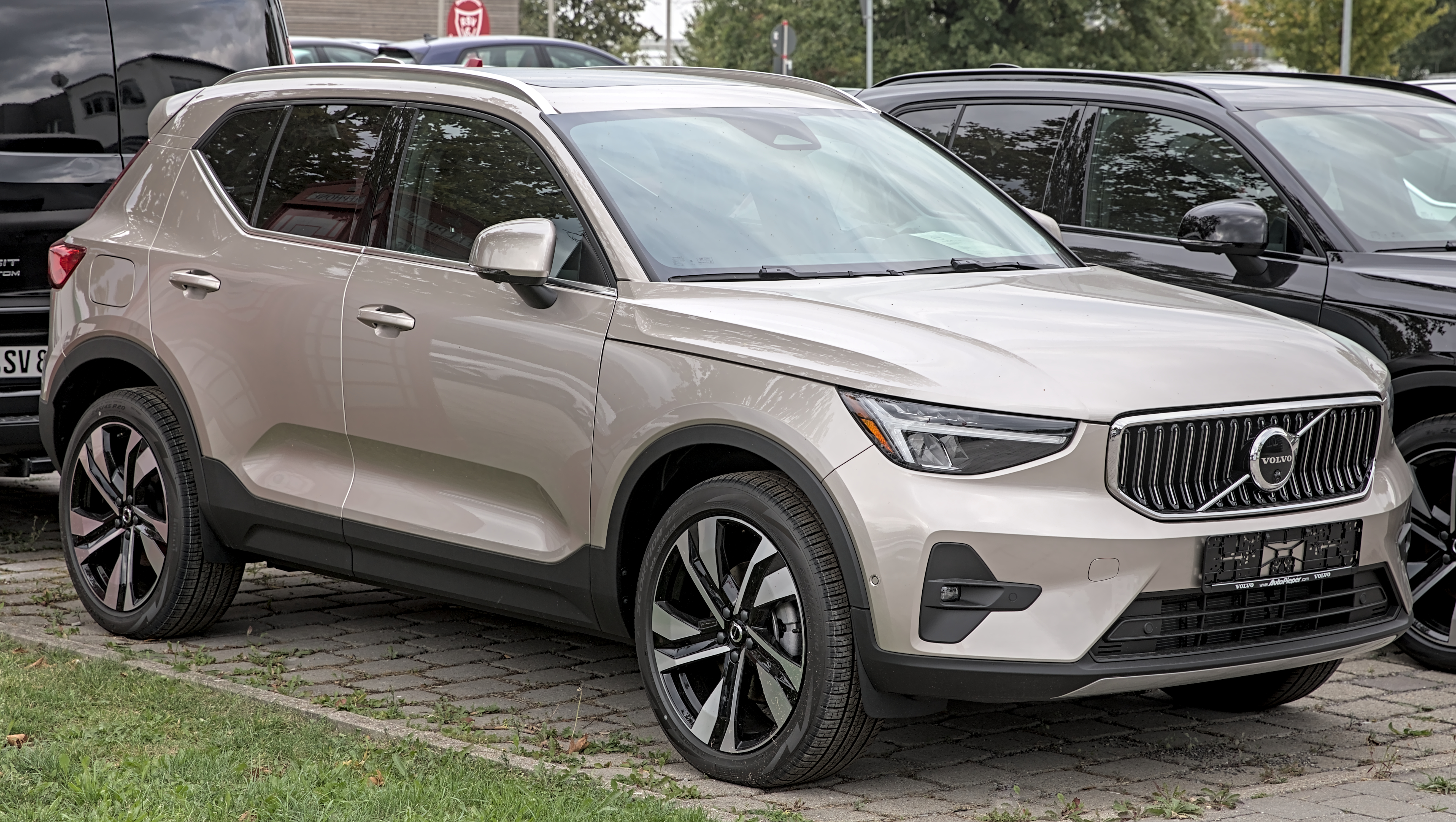
XC40
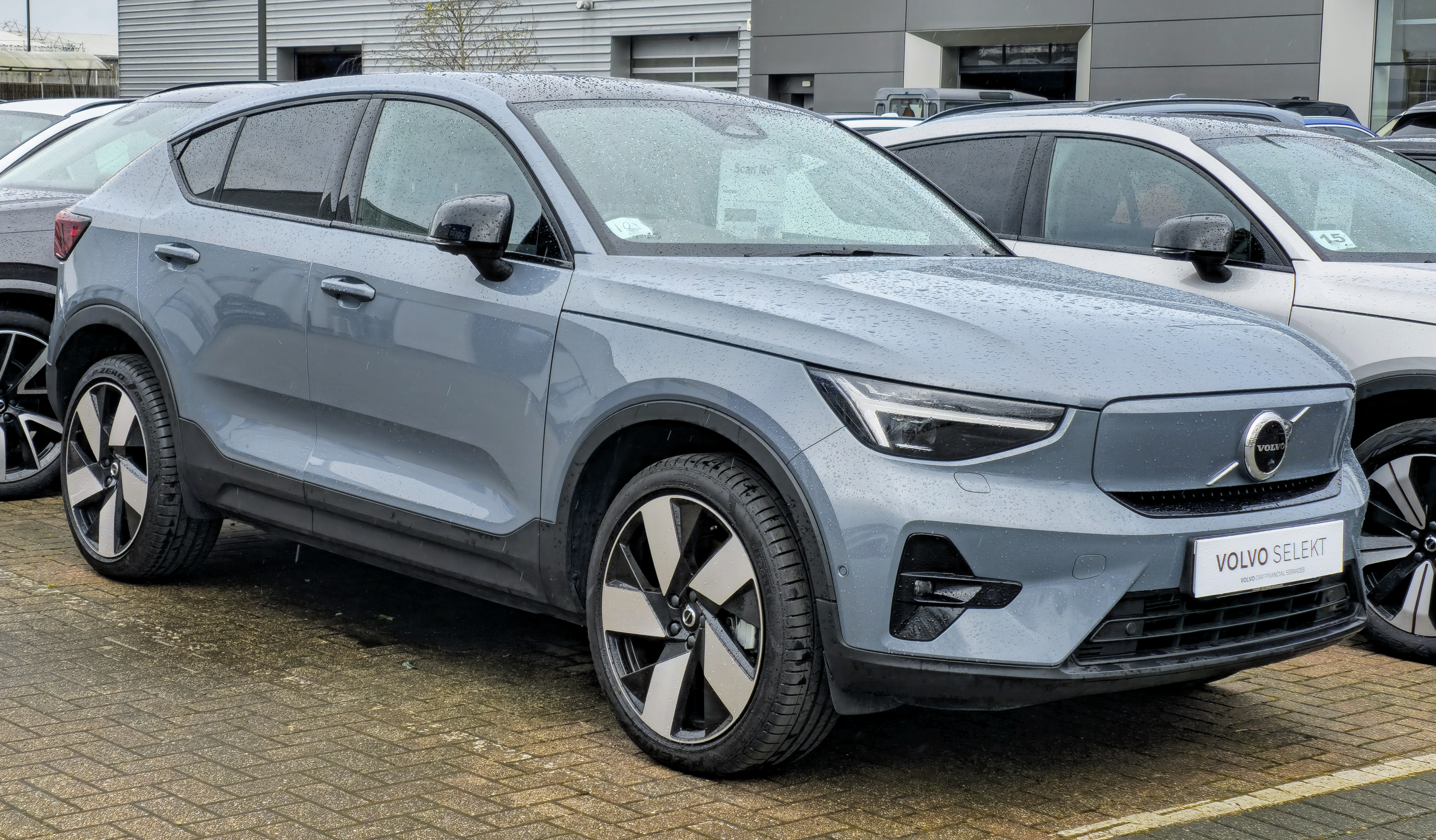
C40
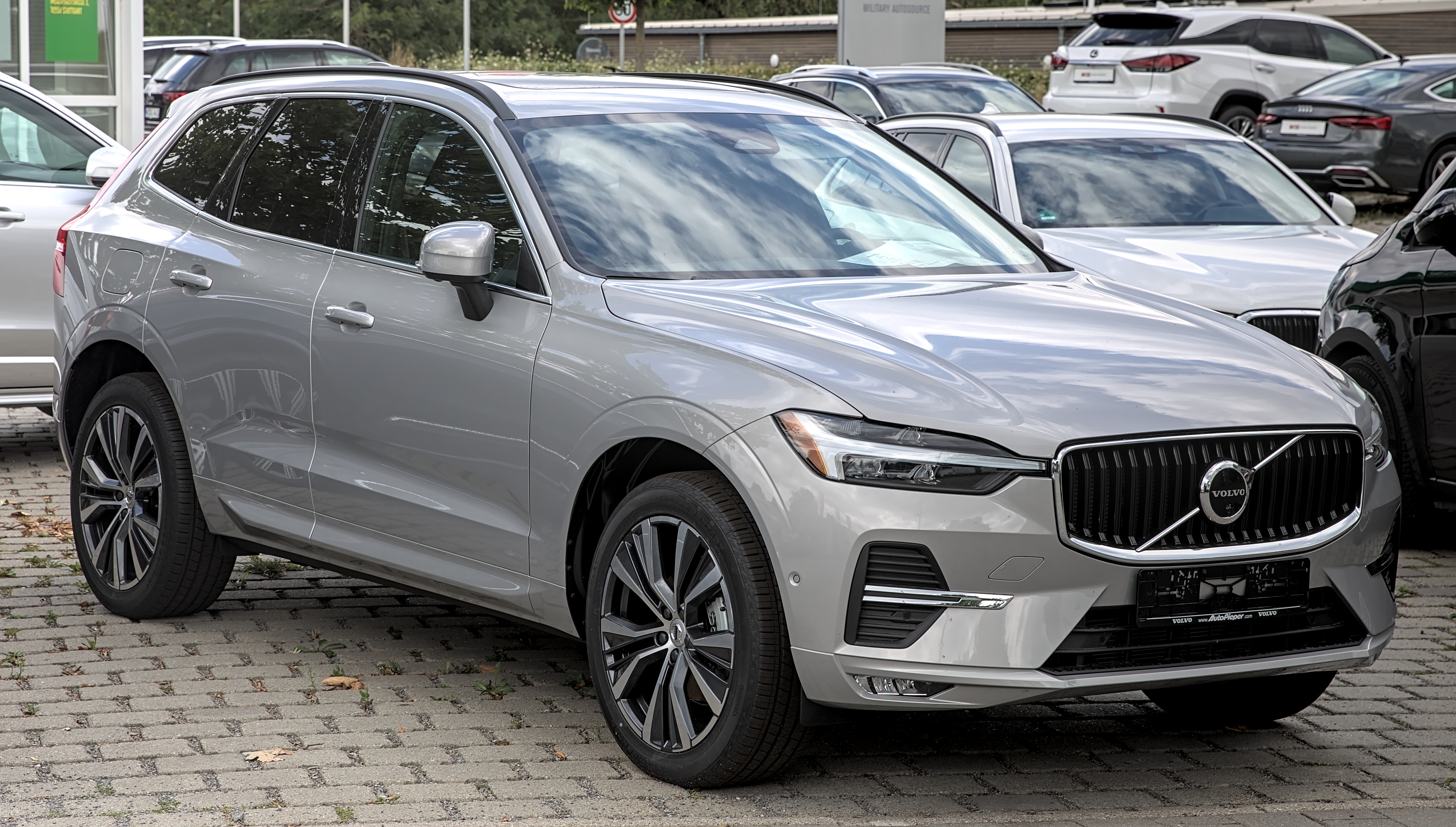
XC60
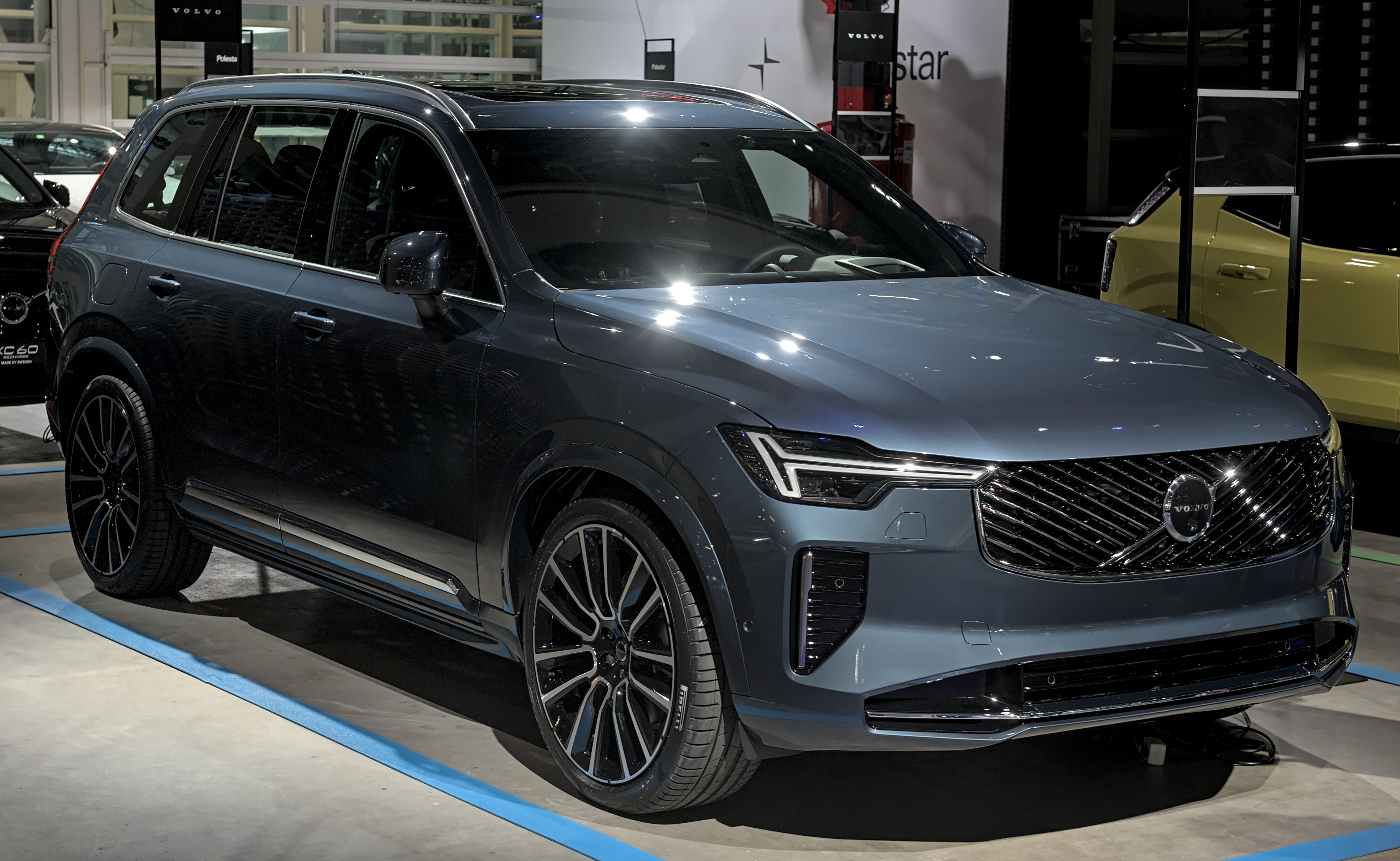
XC90
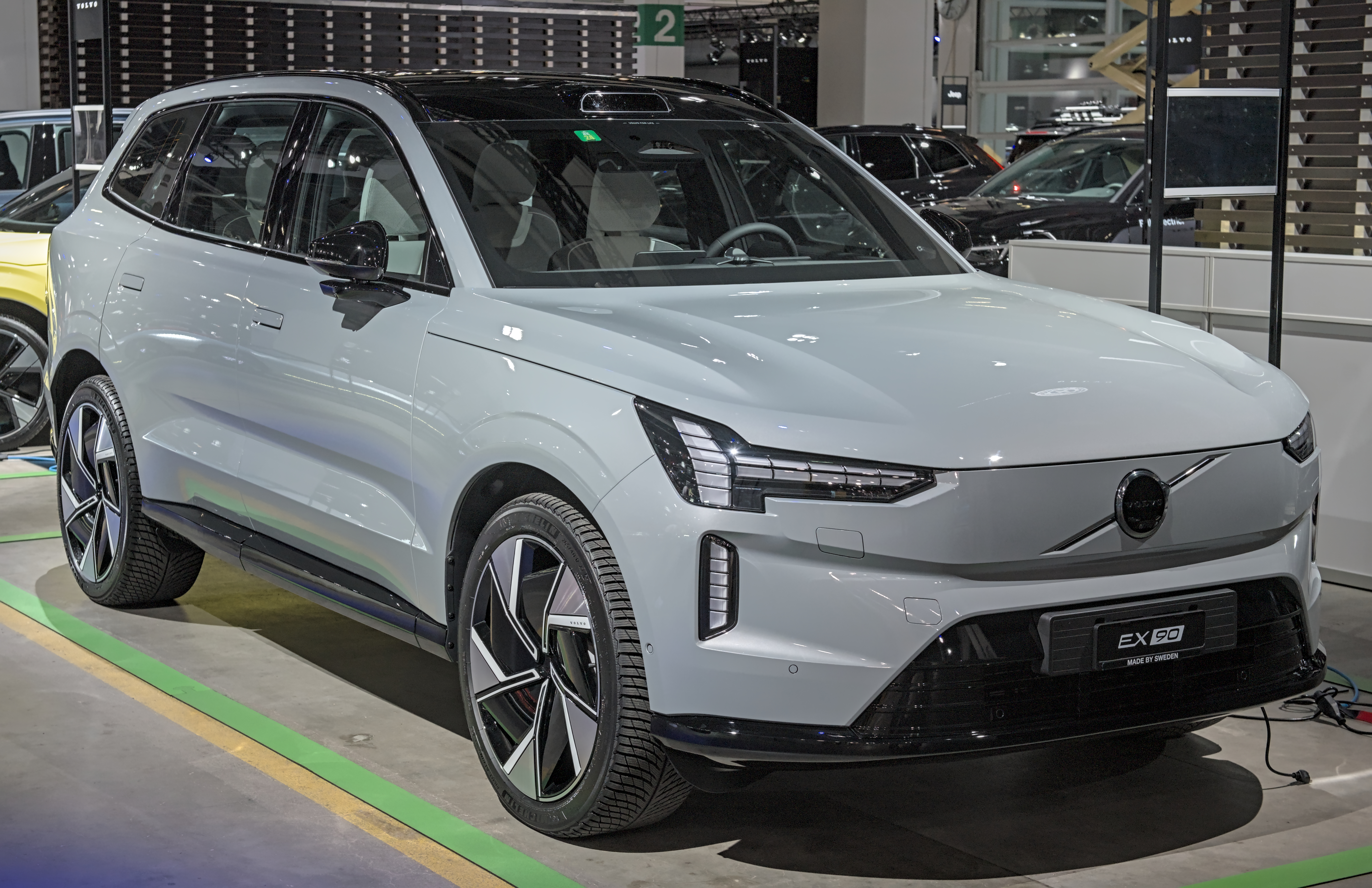
EX90
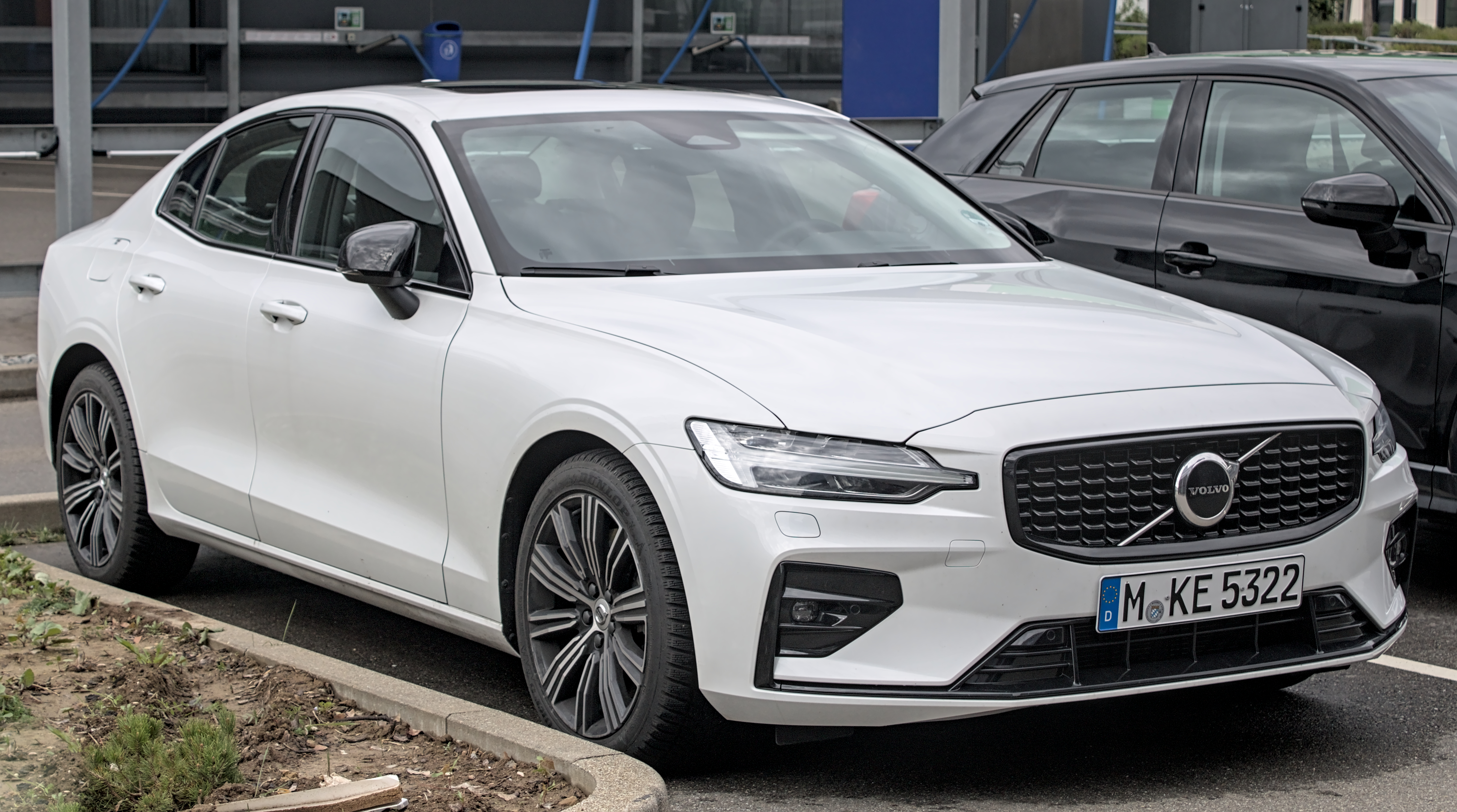
S60
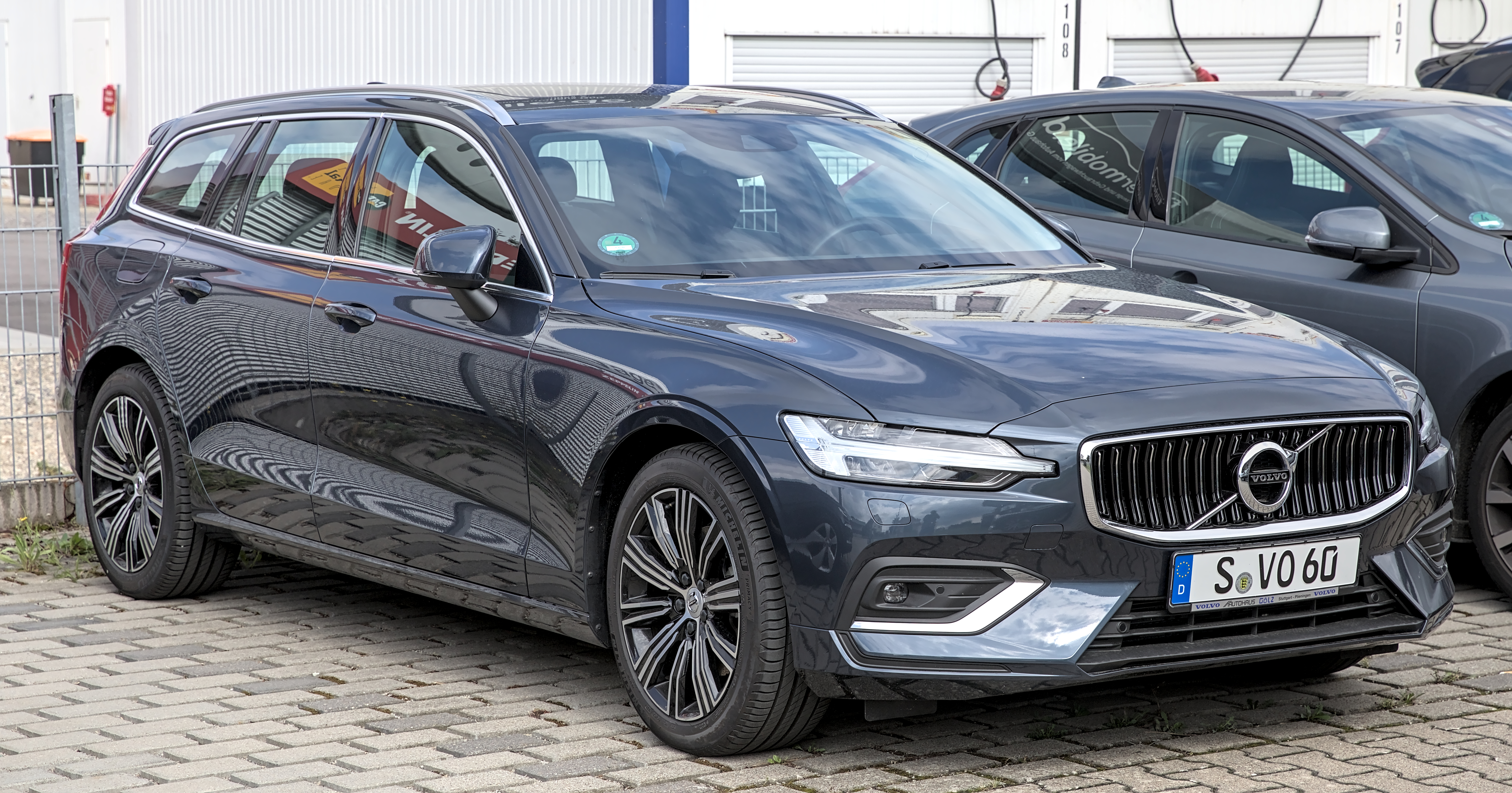
V60
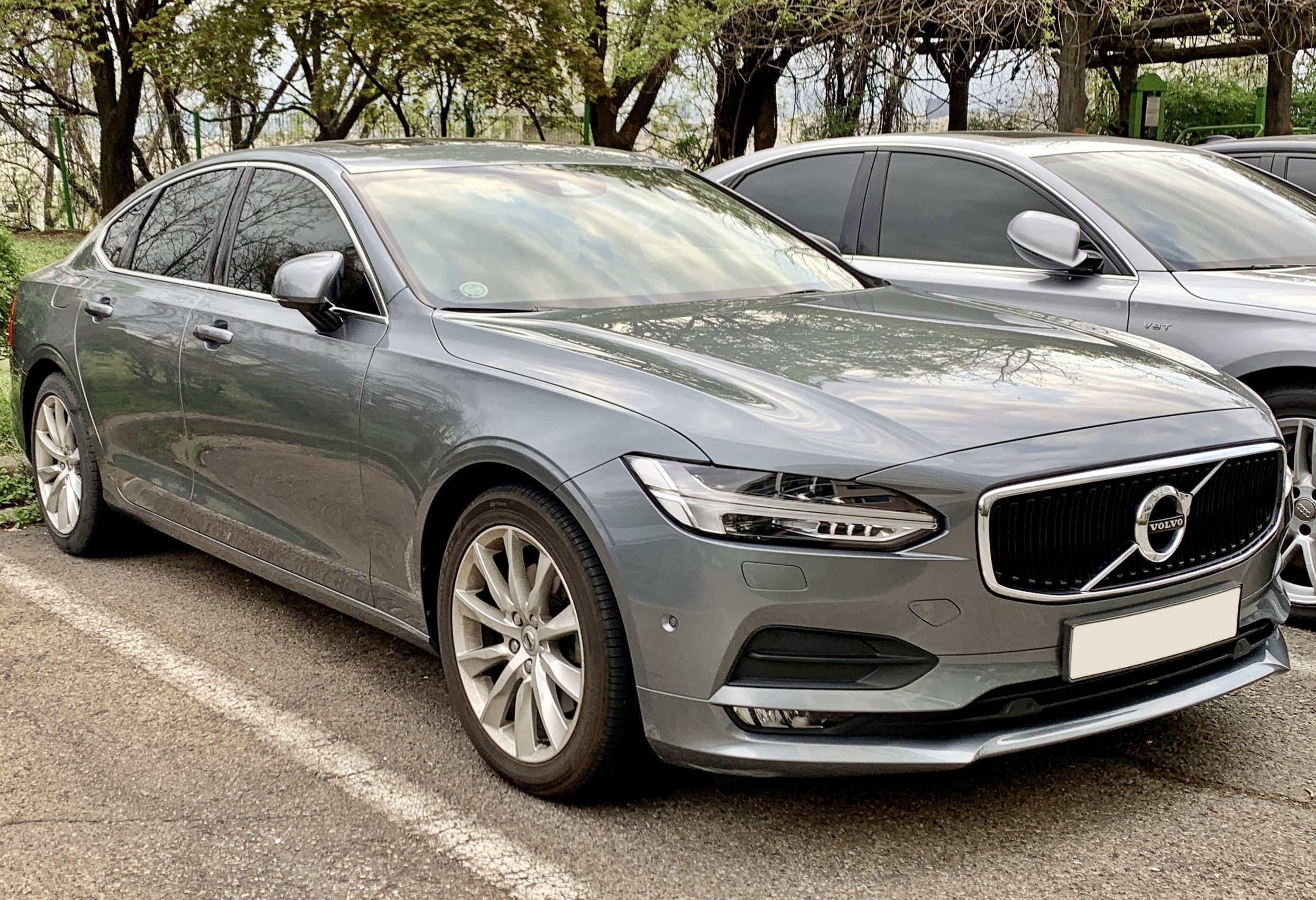
S90
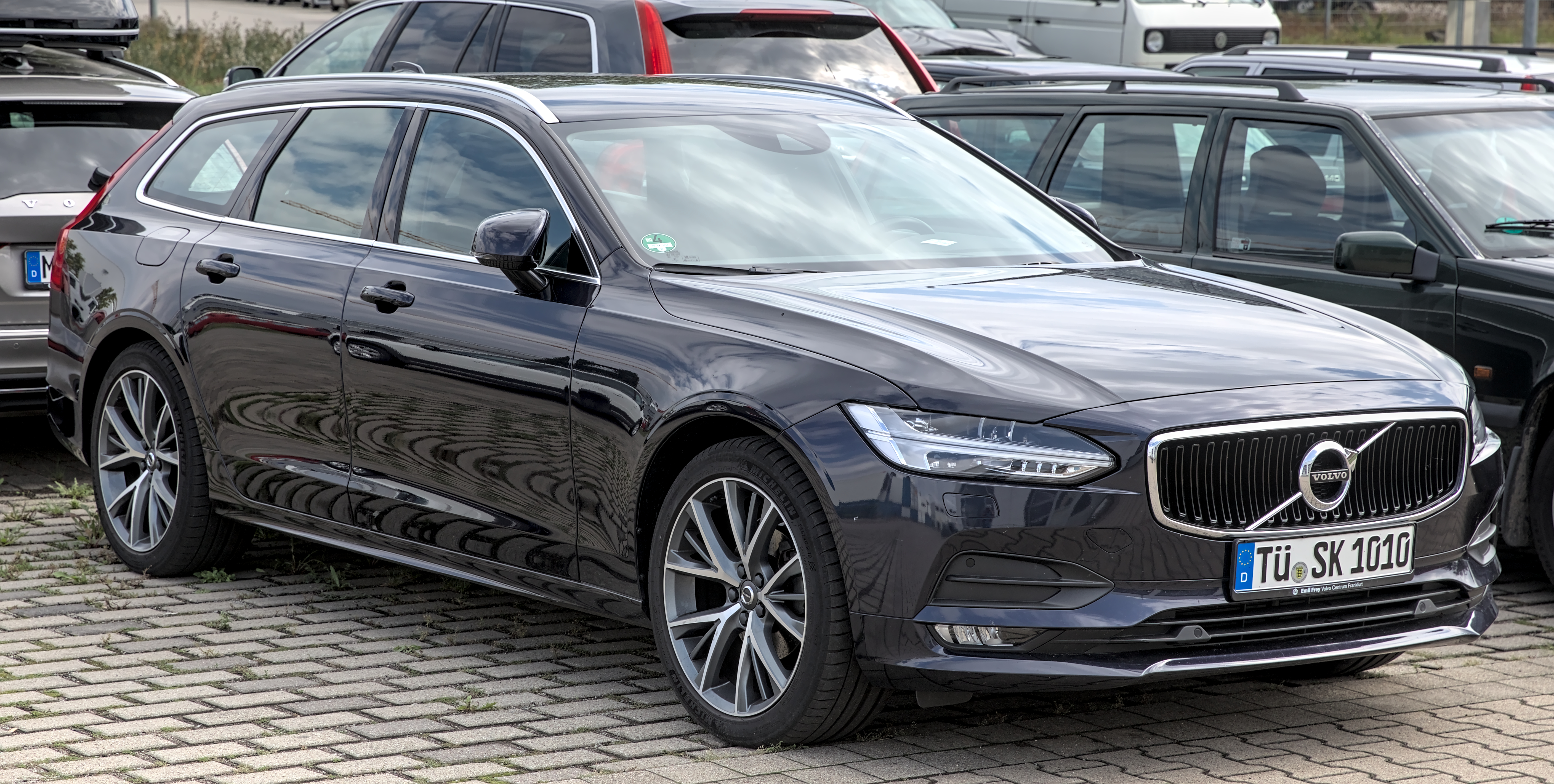
V90
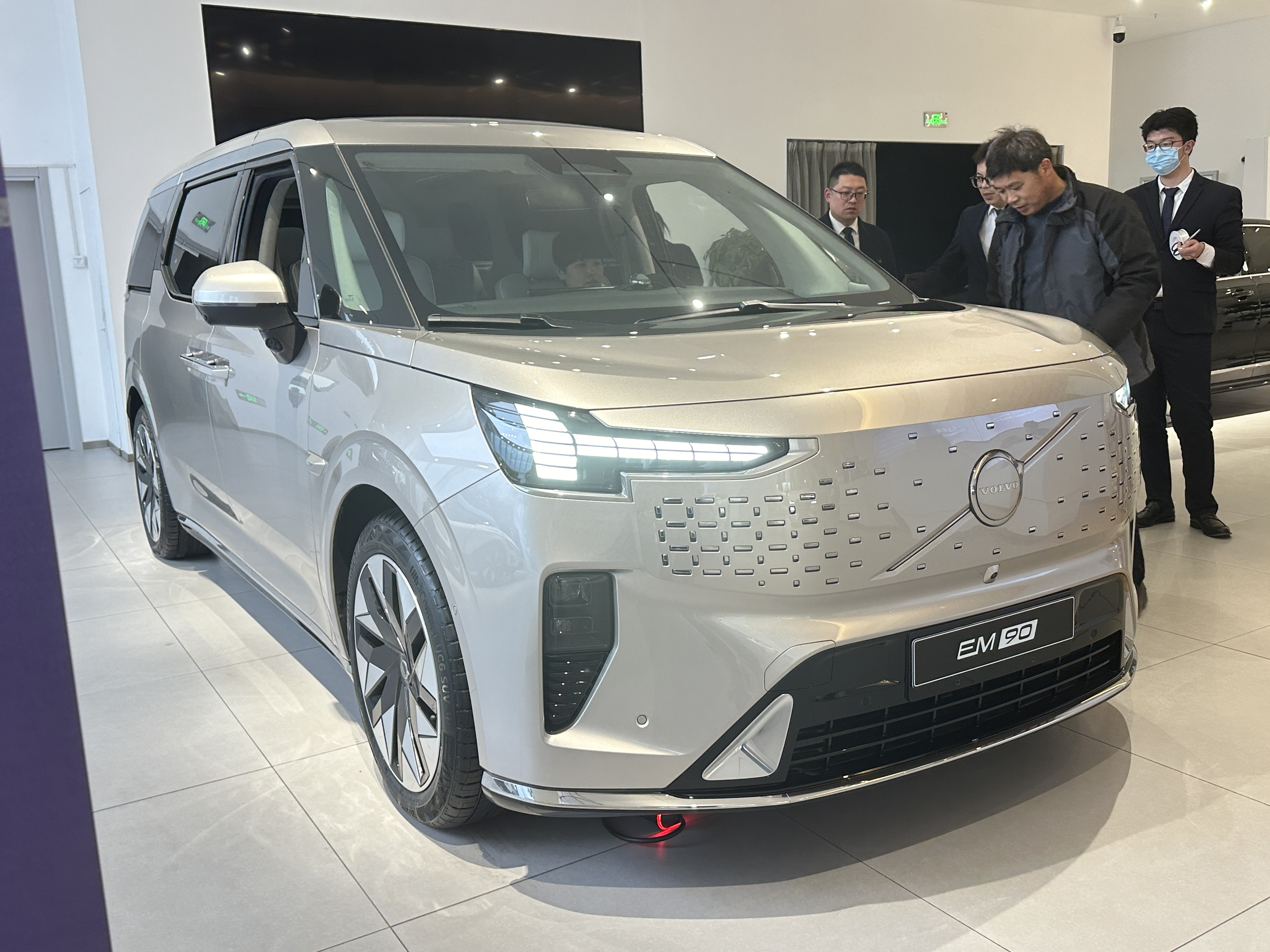
EM90

  - Volvo EM90 2024–дотепер    - EX30
    - XC40
    - C40
    - XC60
    - XC90
    - EX90
    - S60
    - V60
    - S90
    - V90
    - EM90

## Основні виробники автомобілів марки «Volvo»

### У Швеції
- Швеція Volvo Car Corporation. Штаб-квартира розташована у м. Гетеборг. Основні виробничі потужності у:[12]
  - Гетеборг;
  - м Торсланда, лен Вестра-Йоталанд;
  - м Уддевалла, лен Вестра-Йоталанд (завод Pininfarina Sweden);
  - Кальмар, лен Кальмар (до 1994);
  - Шевде, лен Вестра-Йоталанд (двигуни);
  - Флубю, лен Вестра-Йоталанд (складові частини);
  - Улофстрем, лен Блекінге (складові кузовів)

### За межами Швеції
- Канада Volvo Canada Ltd. Штаб-квартира та основні виробничі потужності розташовані у м. Галіфакс, провінція Нова Шотландія
- ПАР Samcor (Pretoria) (Pty) Ltd. Штаб-квартира та основні виробничі потужності розташовані у м. Преторія
- КНР Zhejiang Geely-Volvo. Штаб-квартира розташована у м. Ханчжоу, провінція Чжецзян. Основні виробничі потужності у:
  - м Ченду, провінція Сичуань;
  - м Дацін, провінція Хейлунцзян
- Малайзія Volvo Car Malaysia Sdn Bhd. Штаб-квартира та основні виробничі потужності розташовані у м. Мід Веллі Сіті, район Куала-Лумпур
- Німеччина Volvo Car Germany GmbH. Штаб-квартира та основні виробничі потужності розташовані у м. Кельн
- Нідерланди Netherlands Car BV (Volvo). Штаб-квартира та основні виробничі потужності розташовані у м. Гелмонд, пров. Північний Брабант
- Бельгія Volvo Europa NV. Штаб-квартира та основні виробничі потужності розташовані у м. Гент, провінція Східна Фландрія

## Галерея

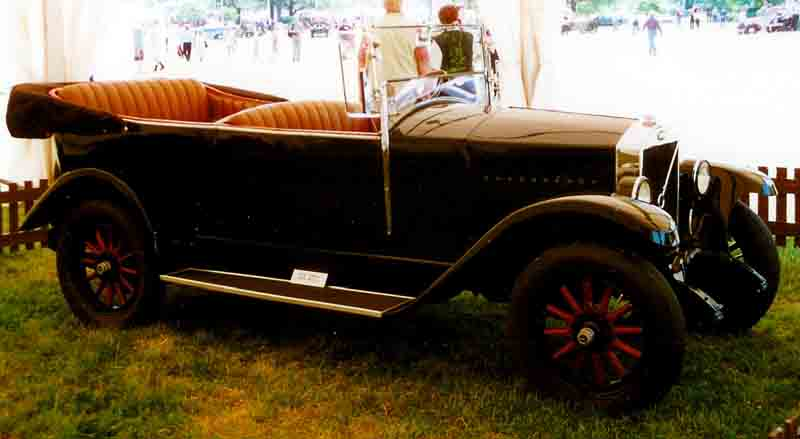
Volvo ÖV4 Touring (1927)
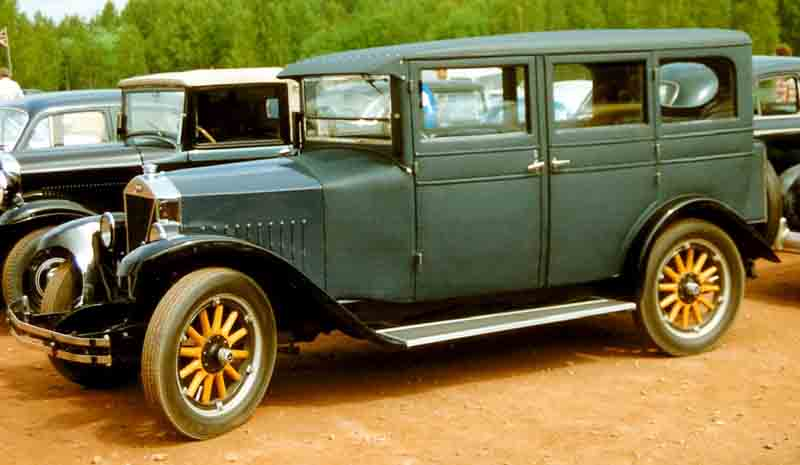
Volvo PV4 (1927)
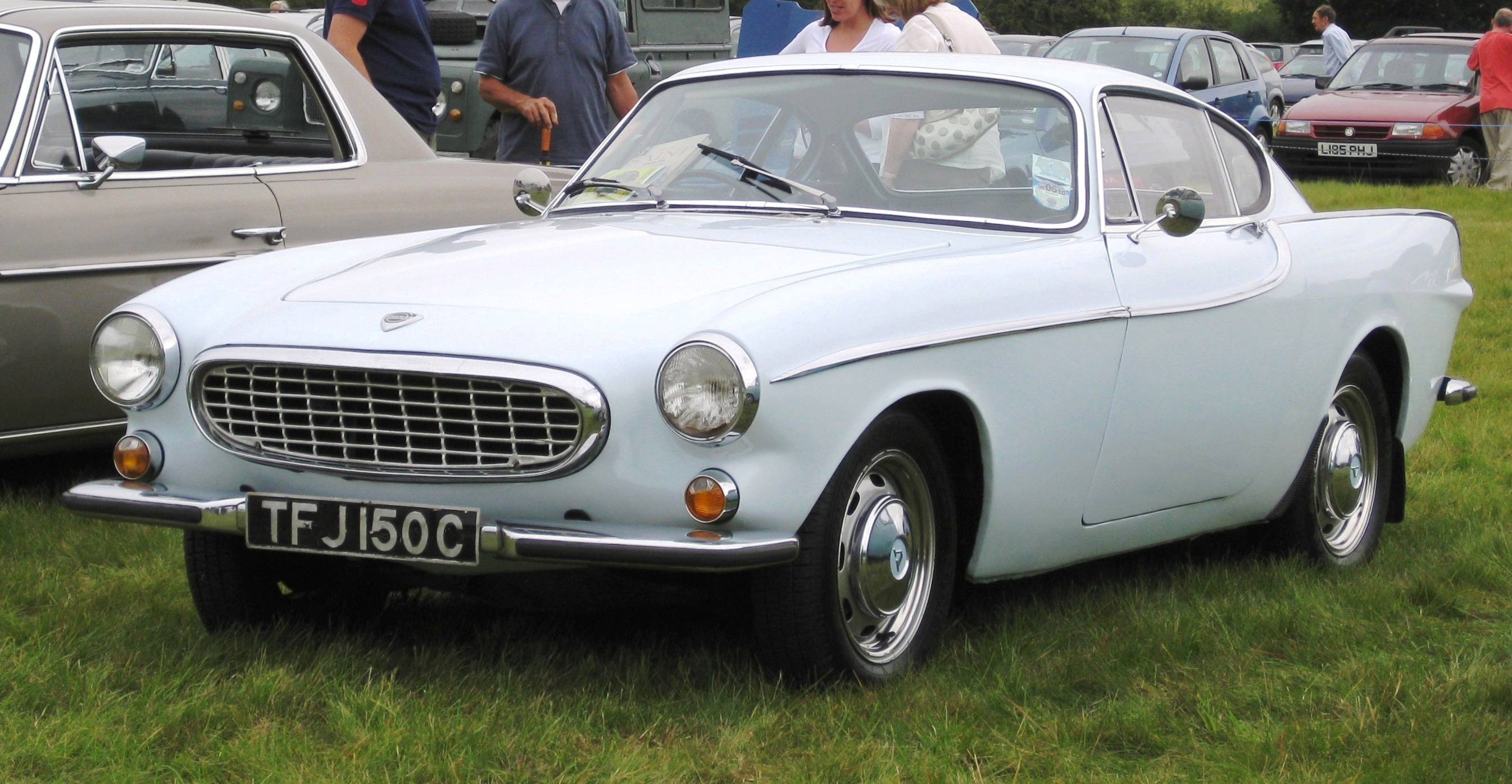
Volvo P1800 (1961-1972)
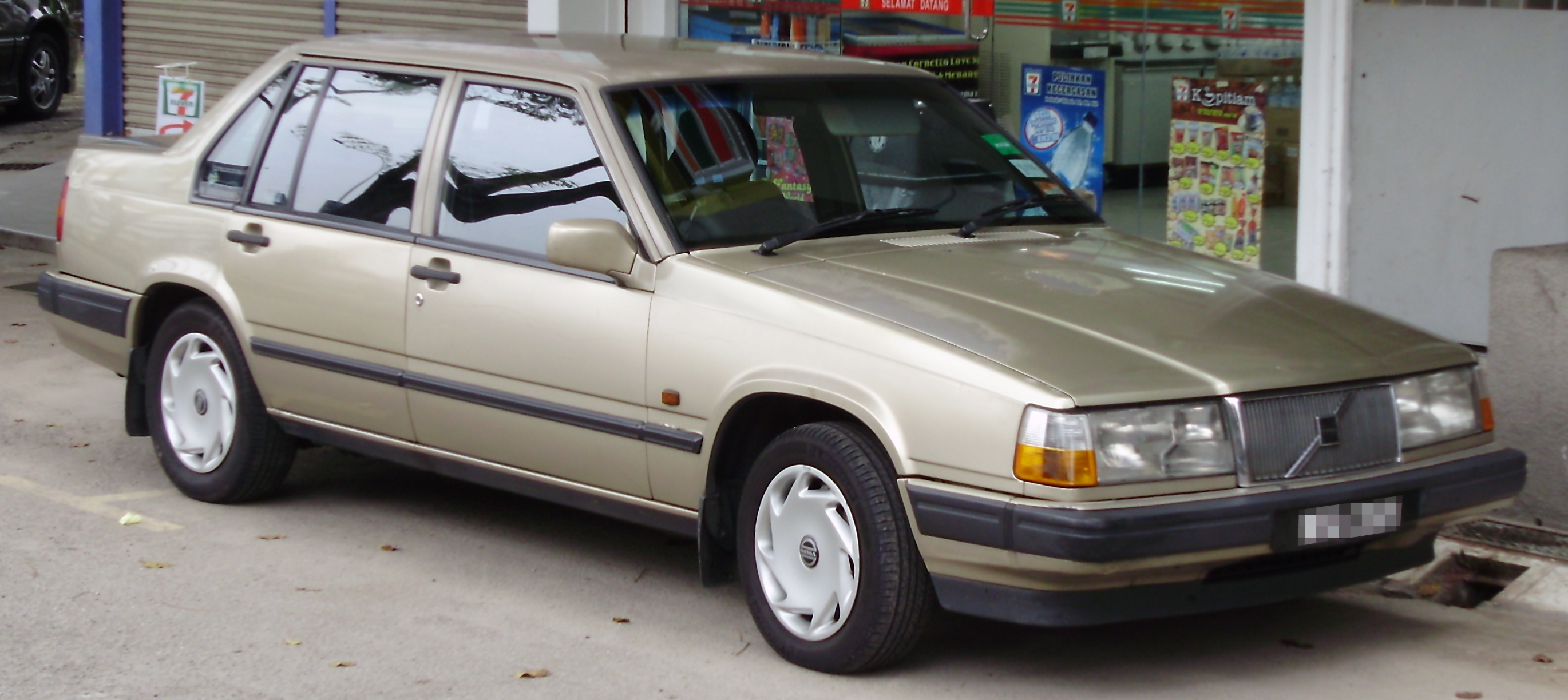
Volvo 940 (1991-1998)
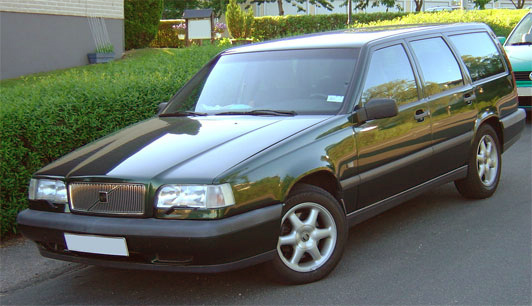
Volvo 850 (1991-1997)
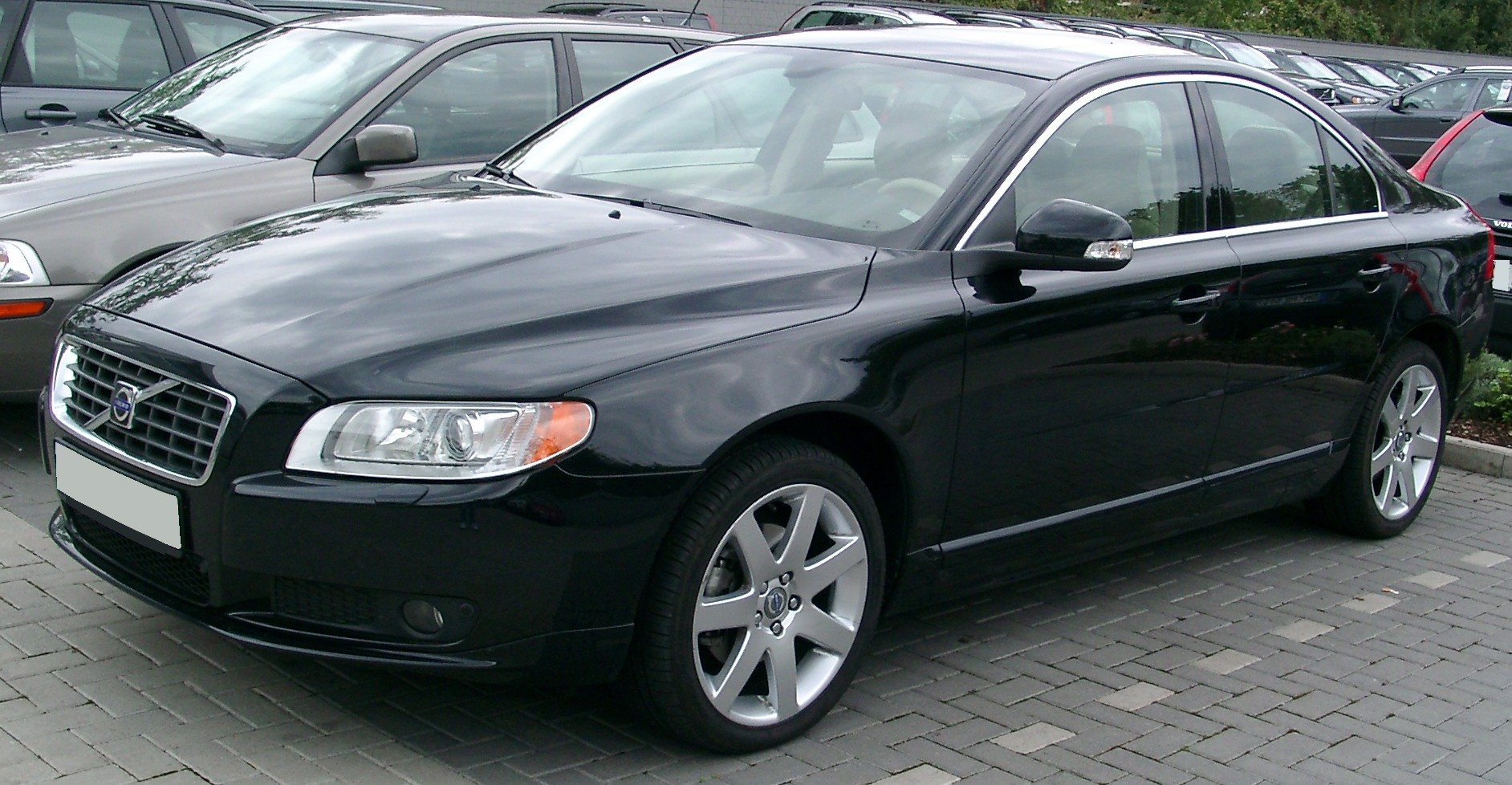
Volvo S80
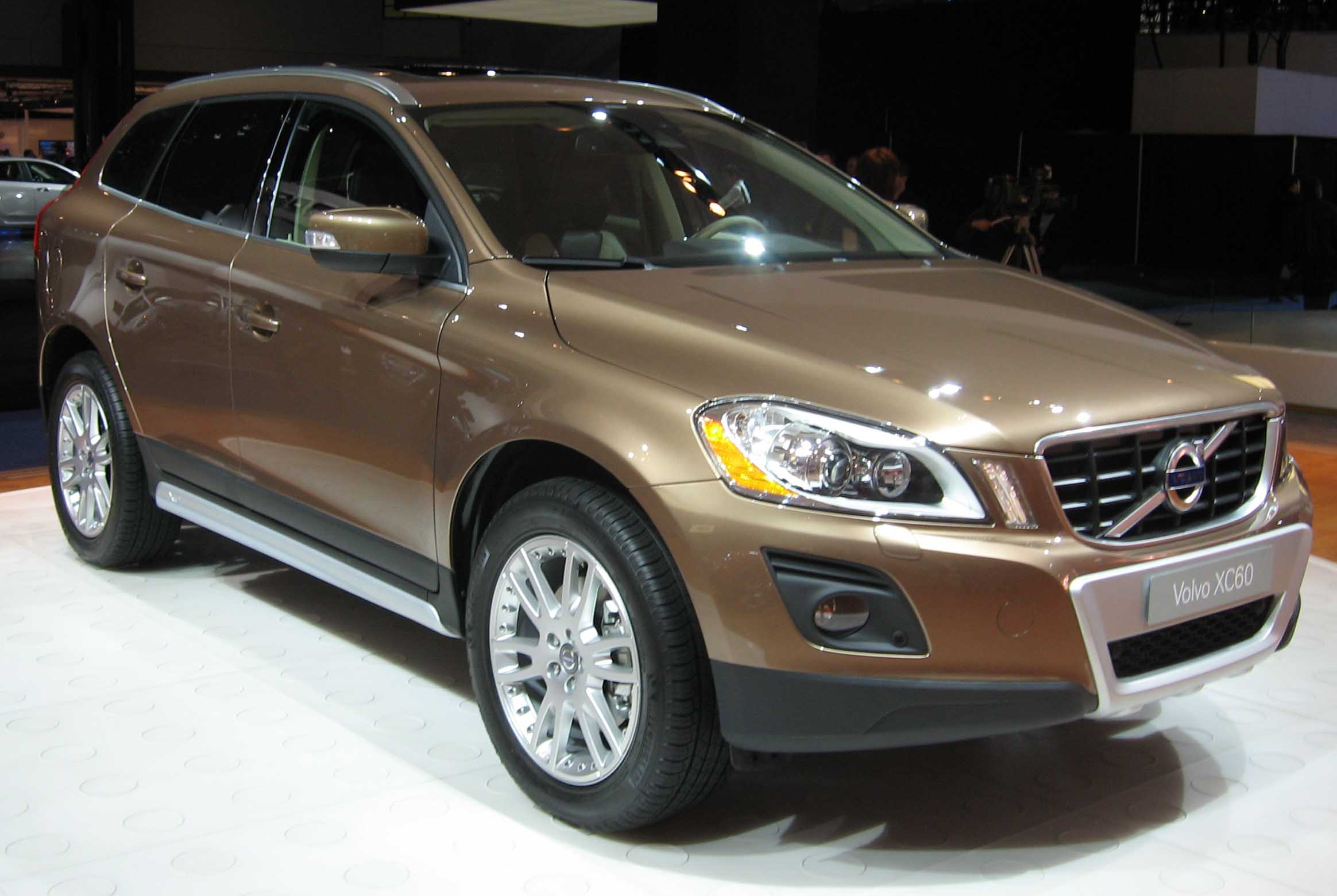
Volvo XC60
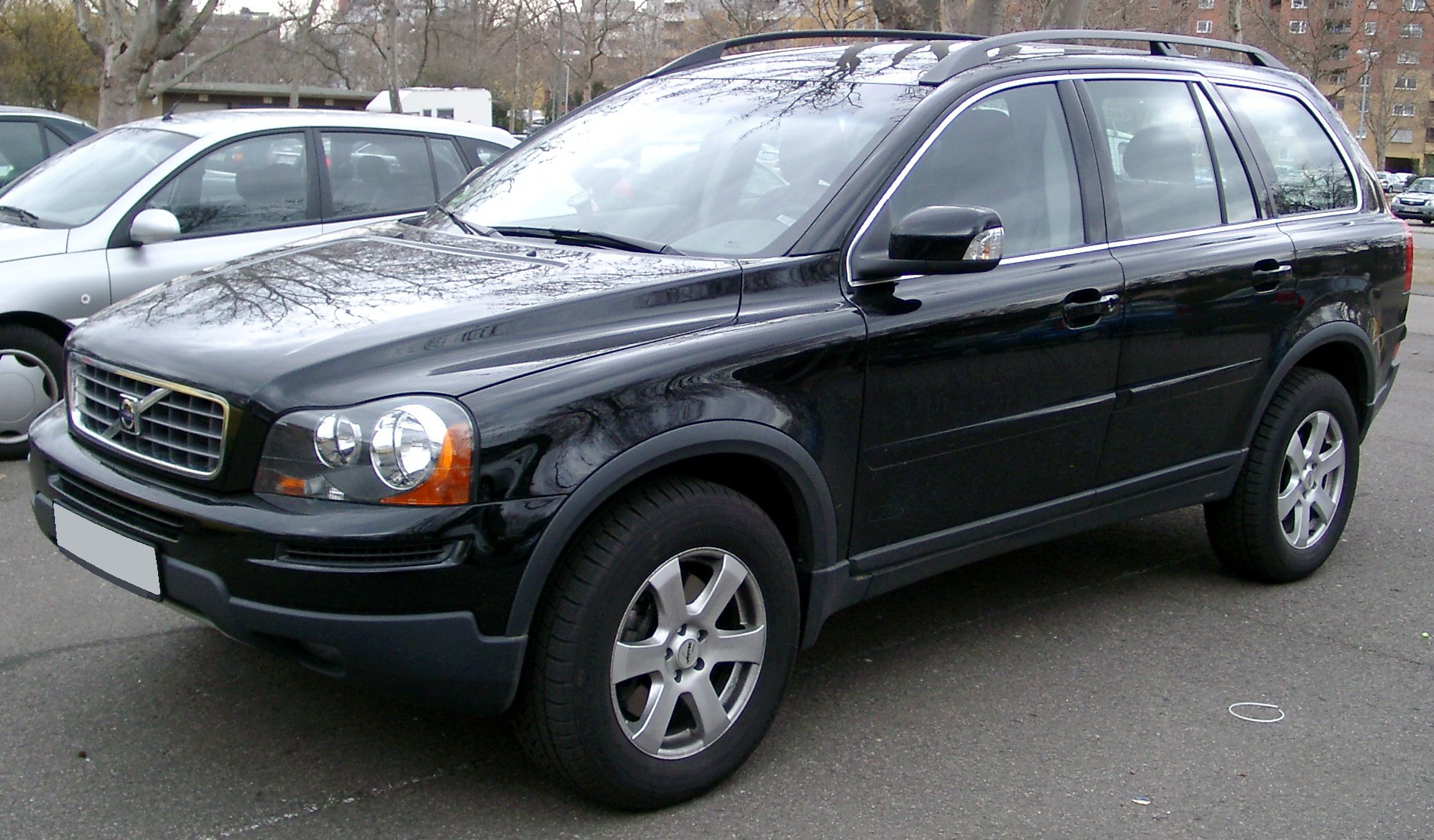
Volvo XC90
Логотип у 2015—2021 роках